# Heliophanus cupreus cuprescens
Heliophanus cupreus là một phân loài nhện trong họ Salticidae.
Loài này thuộc chi Heliophanus. Heliophanus cupreus cuprescens được Eugène Simon miêu tả năm 1868.

## Hình ảnh

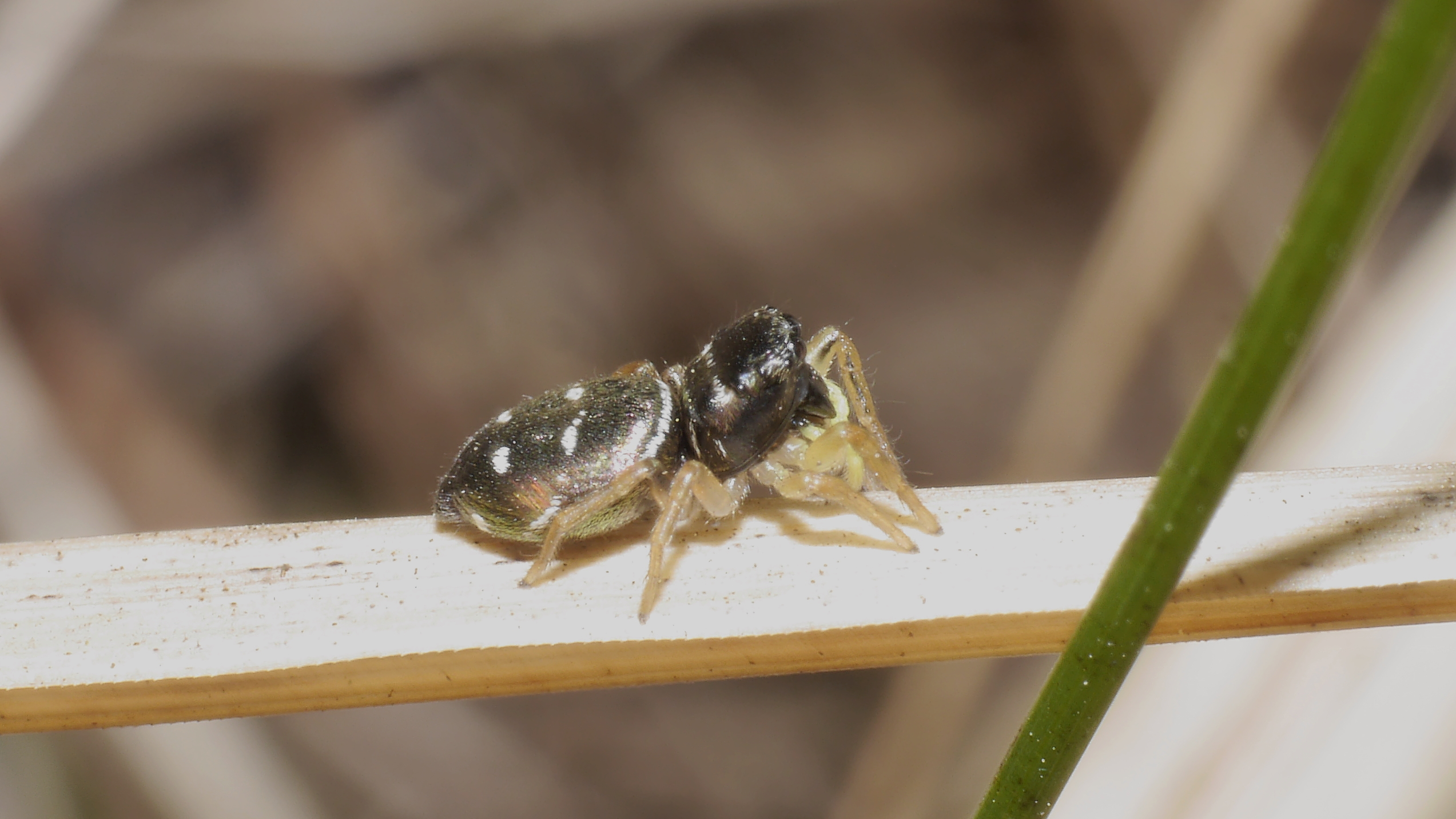
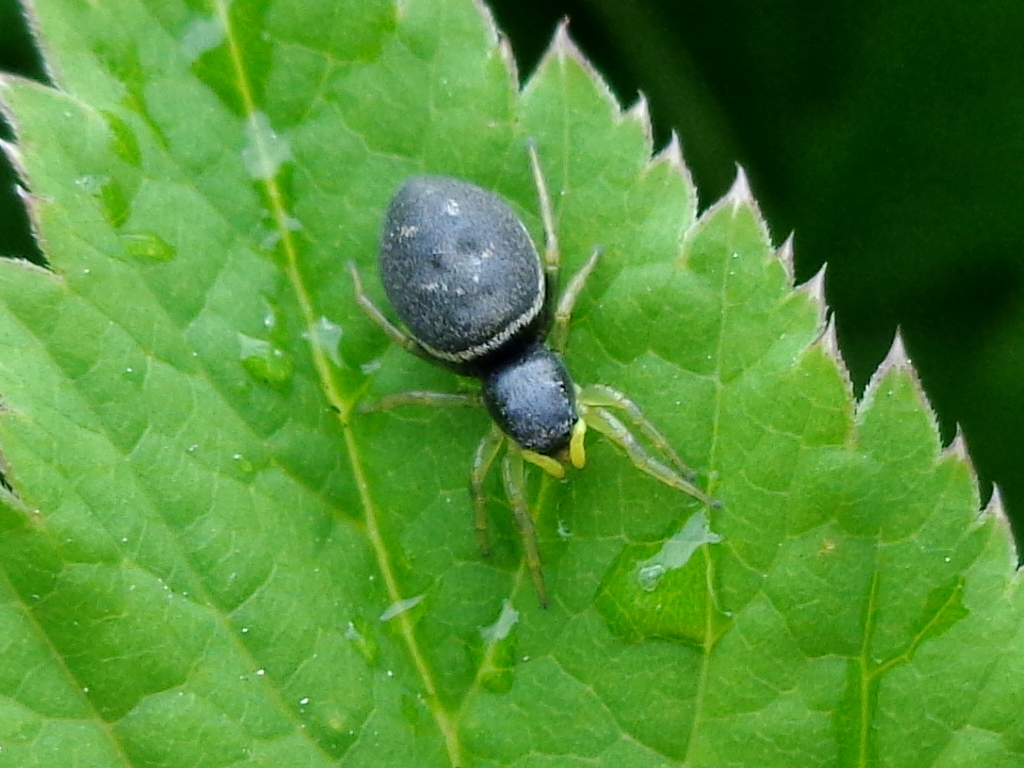
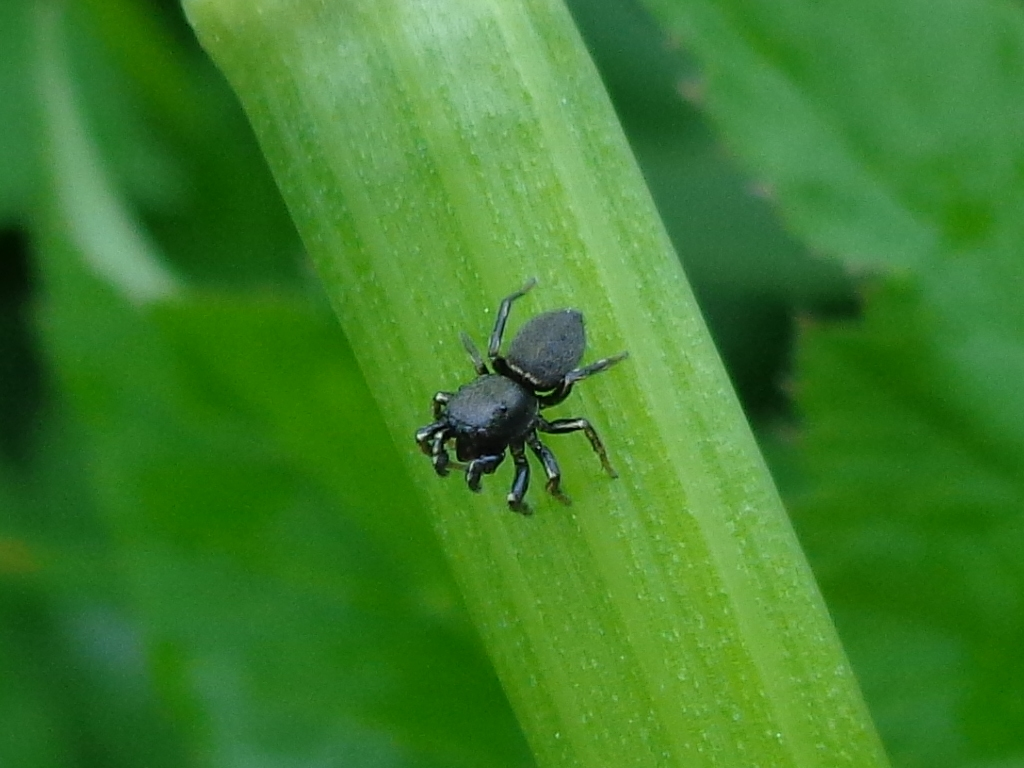
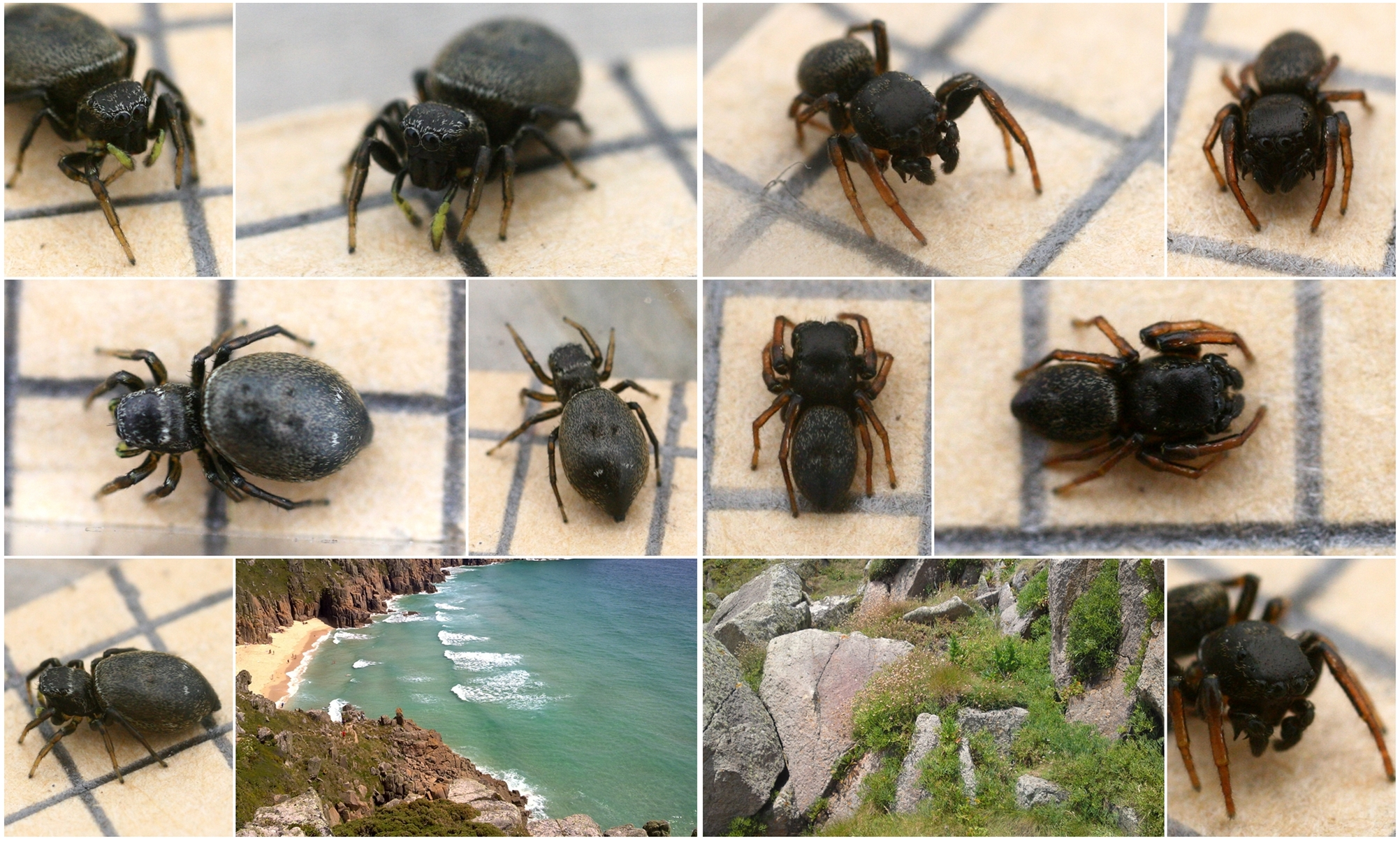